# Isaac Starr
Isaac Starr (* 6. März 1895 in Philadelphia; † 22. Juni 1989 in Roxborough bei Philadelphia) war ein US-amerikanischer Physiologe und Pharmakologe an der University of Pennsylvania.

## Leben
Starr erwarb 1916 an der Princeton University in Princeton, New Jersey, einen Bachelor und 1920 an der University of Pennsylvania in Philadelphia, Pennsylvania, einen M.D. als Abschluss des Medizinstudiums. Nach zweijähriger Tätigkeit als Assistenzarzt am Massachusetts General Hospital holte ihn Alfred Newton Richards als Dozent für Pharmakologie an die University of Pennsylvania, deren Lehrkörper Starr 44 Jahre lang angehörte. 1933 wurde Starr Hartzell Professor of Research Therapeutics. Von 1945 bis 1948 war er Dekan der University of Pennsylvania School of Medicine. 1961 wurde Starr emeritiert, war aber noch bis 1986 wissenschaftlich aktiv. Starr war mit Edith Nelson Page verheiratet. Das Paar hatte vier Kinder.

## Wirken und Auszeichnungen
Starr forschte zur Physiologie der Niere, zur Pathophysiologie der Herzinsuffizienz und zur Behandlung der periphere arteriellen Verschlusskrankheit. Starr entwickelte 1939 die Ballistokardiographie von Yandell Henderson zur Anwendungsreife, ein nicht-invasives Verfahren, um an der Körperoberfläche Informationen über Kräfte im Inneren des Herzens und insbesondere über die Herzleistung zu gewinnen. Hierfür und für seine weiteren grundlegenden Beiträge zum Verständnis des Herz-Kreislauf-Systems wurde er 1957 mit dem Albert Lasker Award for Basic Medical Research ausgezeichnet. Weitere Auszeichnungen waren 1967 die Kober Medal der Association of American Physicians, 1977 die Burger Medal der Freien Universität Amsterdam und 1983 ein Ehrendoktorat der University of Pennsylvania.
Starr war Gründungsmitglied der Abteilung für Herzkreislaufforschung der National Institutes of Health (NHI), jahrelanges Mitglied des Komitees für Drogenabhängigkeit des National Research Council (NRC), diente 20 Jahre als Mitglied des Komitees zur Überarbeitung des United States Pharmacopeia (USP) und 17 Jahre als Mitglied des Arzneimittelrates der American Medical Association (AMA), davon drei Jahre als Vorsitzender. Er gehörte zu den Herausgebern der wissenschaftlichen Fachzeitschriften American Heart Journal und Circulation. Starr war im Vorstand der American Society for Clinical Investigation.